# Sant Martí de Centelles
Sant Martí de Centelles (spanisch San Martín de Centellas) ist eine katalanische Gemeinde (Municipio) mit 1.259 Einwohnern (Stand: 2024) in der Provinz Barcelona im Nordosten Spaniens. Sie liegt in der Comarca Osona. 

## Geographie
Sant Martí de Centelles liegt etwa 50 Kilometer nordnordöstlich von Barcelona in einer Höhe von ca. 460 m. 

## Demografie
| 1900 | 1930 | 1950 | 1970 | 1981 | 1991 | 2001 | 2011 | 2021 |
| ---- | ---- | ---- | ---- | ---- | ---- | ---- | ---- | ---- |
| 448  | 620  | 578  | 687  | 733  | 642  | 750  | 1080 | 1186 |

## Sehenswürdigkeiten

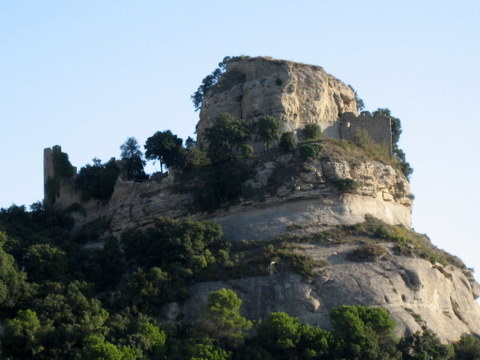
Burgruine Centelles
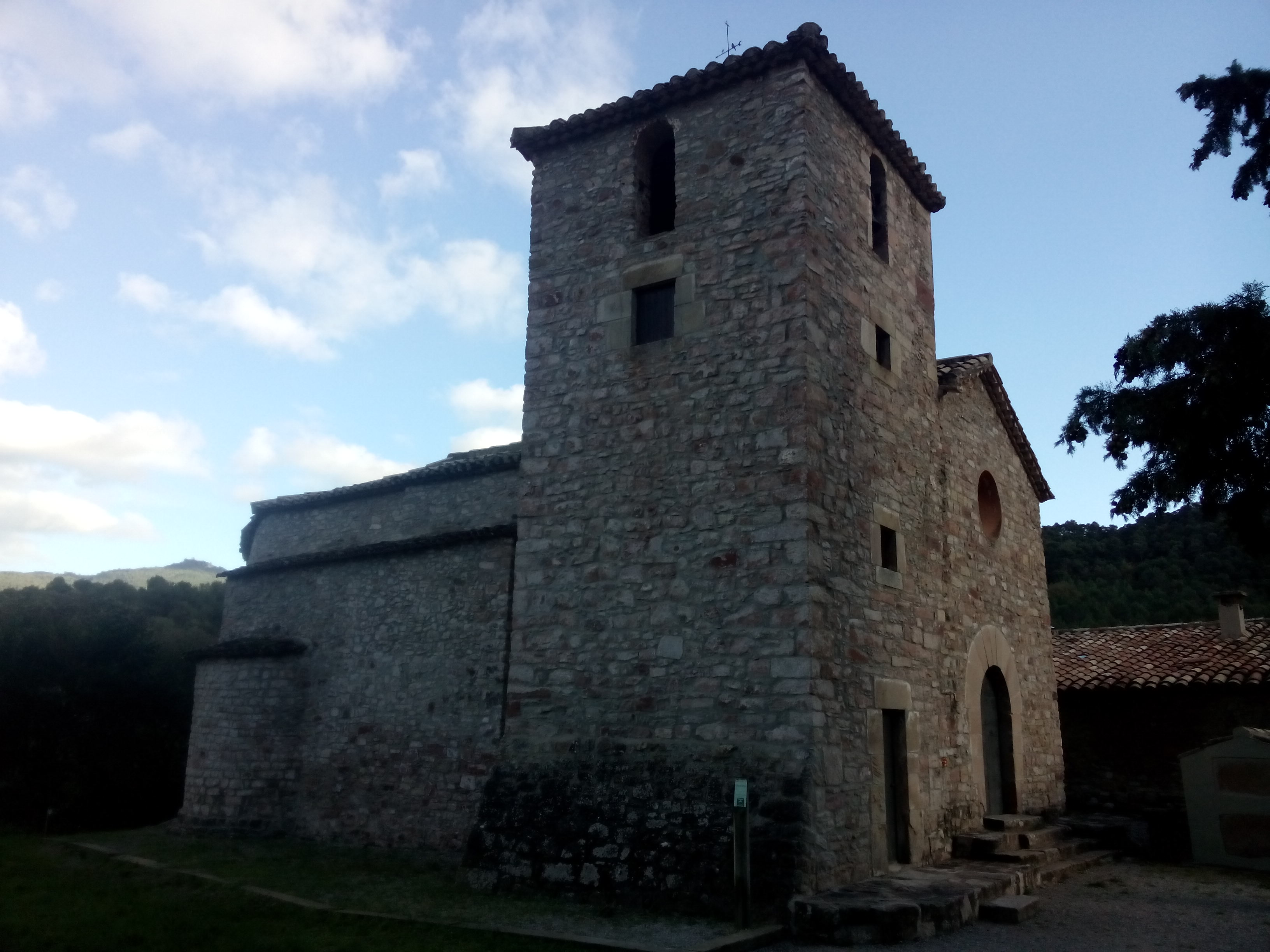
Peterskirche
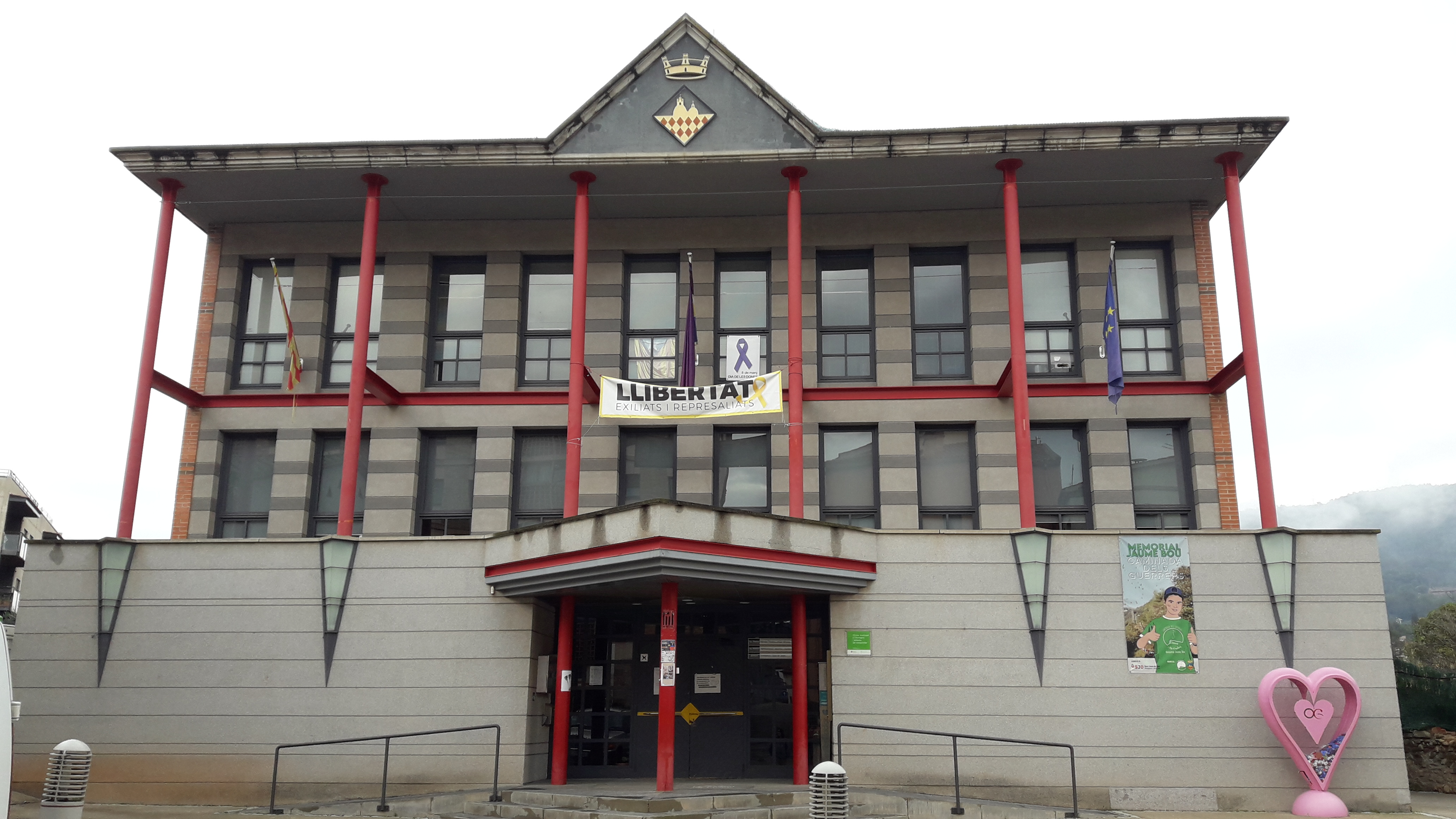
Jakobskirche

- Burgruine Centelles
- Peterskirche
- Rathaus